# Halsham
Halsham – wieś w Anglii, w hrabstwie East Riding of Yorkshire. Leży 18 km na wschód od miasta Hull i 247 km na północ od Londynu. W 2001 miejscowość liczyła 260 mieszkańców.